# أرناكواغساك
أرناكواغساك (بالإنجليزية: Arnakuagsak)‏، ("عجوز من البحر")، هي إلهة في أساطير الإنويت، وهي واحدة من الآلهة الرئيسية في ديانتهم، والتي كانت مسؤولة عن التأكد من أن الصيادين كانوا قادرين على صيد ما يكفي من الطعام وأن يبقى الناس أصحاء وأقوياء. كانت تُعبد في المقام الأول في جرينلاند، وهي تعادل في الأساس سيدنا الكندية أو أرنابكابفالوك والألاسكية نيريفيك.